# Гранд-Сент (кантон)
Гранд-Сент (фр. Grande-Synthe) — кантон во Франции, находится в регионе О-де-Франс, департамент Нор. Входит в состав округа Дюнкерк.

## История
До 2015 года в состав кантона входили коммуны:
- Гранд-Сент
- Дюнкерк (квартал Пети-Синт и присоединенные коммуны Мардик и Фор-Мардик)

В результате реформы 2015 года состав кантона был изменен — в него были включены коммуны, входившие в состав упраздненных кантонов Бурбур и Гравлин.

## Состав кантона с 22 марта 2015 года
В состав кантона входят коммуны (население по данным Национального института статистики за 2017 г.):
- Брукерк (1 375 чел.)
- Бурбур (7 097 чел.)
- Гравлин (11 166 чел.)
- Гран-Фор-Филипп (5 048 чел.)
- Гранд-Сент (22 966 чел.)
- Дреншам (250 чел.)
- Дюнкерк (316 чел.) (частично)
- Каппель-Брук (1 166 чел.)
- Крейвик (694 чел.)
- Лоберг (1 178 чел.)
- Лон-Плаж (6 193 чел.)
- Питгам (966 чел.)
- Сен-Жорж-сюр-л’А (307 чел.)
- Сен-Пьер-Брук (995 чел.)

## Политика
На президентских выборах 2022 г. жители кантона отдали в 1-м туре  Марин Ле Пен 37,7 % голосов против 22,9  % у Жана-Люка Меланшона и 19,9 % у Эмманюэля Макрона; во 2-м туре в кантоне победила Ле Пен, получившая 59,5 % голосов. (2017 год. 1 тур: Марин Ле Пен – 36,8 %,  Жан-Люк Меланшон – 22,5 %, Эмманюэль Макрон – 14,8 %,  Франсуа Фийон – 10,5 %; 2 тур: Ле Пен – 54,7 %. 2012 год. 1 тур: Франсуа Олланд — 31,8 %, Марин Ле Пен — 25,5 %, Николя Саркози — 19,4 %; 2 тур: Олланд — 58,5 %).
С 2015 года кантон в Совете департамента Нор представляют мэр города Гравлин Бертран Ринго (Bertrand Ringot) (Социалистическая партия) и первый вице-мэр города Лоон-Плаж Изабель Фернандес (Isabelle Fernandez) (Радикальная левая партия).
|                | Кандидаты                       | Партия                   | Первый тур | Первый тур     | Второй тур | Второй тур |
| Кол-во голосов | Кандидаты                       | Партия                   | % голосов  | Кол-во голосов | % голосов  |            |
| -------------- | ------------------------------- | ------------------------ | ---------- | -------------- | ---------- | ---------- |
|                | Бертран Ринго Изабель Фернандес | Левый блок               | 6 662      | 55,04          | 8 310      | 70,92      |
|                | Софи Кудвиль Пьер Демадриль     | Правоцентристский блок   | 2 146      | 17,73          | 3 408      | 29,08      |
|                | Шанталь Дени Давид Сафруа       | Национальное объединение | 2 137      | 17,66          |            |            |
|                | Дани Адриансен Сабрина Келлаф   | Левый блок – Зелёные     | 1 159      | 9,58           |            |            |

|                | Кандидаты                       | Партия             | Первый тур | Первый тур     | Второй тур | Второй тур |
| Кол-во голосов | Кандидаты                       | Партия             | % голосов  | Кол-во голосов | % голосов  |            |
| -------------- | ------------------------------- | ------------------ | ---------- | -------------- | ---------- | ---------- |
|                | Бертран Ринго Изабель Фернандес | Левый блок         | 7 293      | 37,18          | 11 573     | 57,31      |
|                | Шанталь Дени Лоран Реноден      | Национальный фронт | 7 371      | 37,57          | 8 621      | 42,69      |
|                | Софи Кудвиль Франсуа Россель    | Правый блок        | 3 076      | 15,68          |            |            |
|                | Найят Белкала Дани Валлин       | Разные левые       | 1 877      | 6,57           |            |            |

|  | Кандидат      | Партия                  | % голосов |
|  | ------------- | ----------------------- | --------- |
|  | Ромео Рагаццо | Социалистическая партия | 63,25     |
|  | Пьер Бонне    | Национальный фронт      | 36,75     |

|  | Кандидат      | Партия                  | % голосов |
|  | ------------- | ----------------------- | --------- |
|  | Ромео Рагаццо | Социалистическая партия | 69,57     |
|  | Янник Ле Флош | Национальный фронт      | 30,43     |